# 안태영 (야구인)
안태영(安泰英, 1985년 3월 15일 ~ )은 전 KBO 리그 넥센 히어로즈의 내야수, 지명타자이다.

## 한국 프로야구 시절

### 삼성 라이온즈시절
2004년에 계약금 4,000만원, 2차 7라운드로 입단했다. 투수로 입단했으나 어깨 부상으로 타자로 전향했다. 2005년 시즌 후 방출되었다.

## 한국 독립야구 시절

### 고양 원더스시절
이후 병역을 마치고 트레이너로 일하다가 2012년에 입단하였다.
2012년 초부터 2012년 8월까지 활동하였다.

## 한국 프로야구 복귀

### 넥센 히어로즈시절

#### 2012년
2012년 8월 24일 넥센 히어로즈(8월 30일 입단)의 부름을 받아 이적하였다. 이는 고양 원더스 선수로는 4번째이다.

#### 2013년
프로 두 번째 해를 보낸 그는 2군에서 맹활약을 보였다. 시즌 초부터 조중근과 함께 많은 홈런을 기록했으며, 전반기에 타율 3할 2푼, 12홈런을 기록했다.. 전반기에 1군 콜업을 받지 못한 그는 유한준의 부진으로 7월 27일 삼성전을 앞두고 프로 입단 후 1군에 처음 올라왔다. 프로 1군 데뷔전에서 지명타자로 선발 출장하여 밴덴헐크를 상대로 프로 데뷔 첫 솔로 홈런을 치는 등 5타석 4타수 4안타 1볼넷 1타점 2득점을 기록하며 이름을 알렸다.. 8월 2일 경우에는 선발 출장은 못했지만 대타로 나와 동점타를 때려냈다.
전반기 지명타자였던 이성열이 부진으로 2군에 가면서 투수력 보강 차원에서 그를 2군으로 내리고, 조상우를 1군에 등록했다.
넥센 히어로즈 코치인 강병식의 애제자로 유명하며, 그가 선수시절 사용하던 응원가도 물려받았다..

#### 2014년
2014 시즌 41경기에 출전해 2할대 타율, 17안타, 1홈런, 9타점을 기록하였다.
2015년에는 1군에 단 한 번도 올라오지 못하고 보류선수 명단에서 제외되었다.

## 별명
2014년 5월 29일 SK 와이번스와의 경기에서 3연타석 데드볼로 한 경기 최다 사구 타이를 기록하였고, 여기에서 '마그넷 안'이라는 별명이 생겼다.

## 출신 학교
- 서울봉천초등학교
- 강남중학교
- 선린인터넷고등학교

## 등번호
- '58' - (고양 원더스, 2012)
- '55' - (넥센 히어로즈, 2012~2013)

## 통산 기록
| 연도 | 소속  | 경기 | 타수 | 득점 | 안타 | 2루타 | 3루타 | 홈런 | 타점 | 도루 | 4구 | 사구 | 삼진 | 병살타 | 실책 | 타율  | 출루율 | 장타율 | 비고 |
| ---- | ----- | ---- | ---- | ---- | ---- | ----- | ----- | ---- | ---- | ---- | --- | ---- | ---- | ------ | ---- | ----- | ------ | ------ | ---- |
| 2013 | 넥센  | 9    | 26   | 3    | 11   | 2     | 0     | 1    | 3    | 0    | 1   | 2    | 9    | 0      | 0    | 0.423 | 0.483  | 0.615  |      |
| 통산 | 1시즌 | 9    | 26   | 3    | 11   | 2     | 0     | 1    | 3    | 0    | 1   | 2    | 9    | 0      | 0    | 0.423 | 0.483  | 0.615  |      |

## 같이 보기
- 박석민
- 김정록
- 고양 원더스